# Estados Federados de Micronesia en los Juegos Olímpicos de Tokio 2020
Los Estados Federados de Micronesia estuvieron representados en los Juegos Olímpicos de Tokio 2020 por tres deportistas, dos hombres y una mujer, que compitieron en dos deportes.

Los portadores de la bandera en la ceremonia de apertura fueron el atleta Scott Fiti y la nadadora Taeyanna Adams. El equipo olímpico micronesio no obtuvo ninguna medalla en estos Juegos.